# Schleitheim
Schleitheim is een gemeente en plaats in het Zwitserse kanton Schaffhausen.
Schleitheim telt 1730 inwoners.
Bargen · Beggingen · Beringen · Buch · Buchberg · Büttenhardt · Dörflingen · Gächlingen · Hallau · Hemishofen · Lohn · Löhningen · Merishausen · Neuhausen am Rheinfall · Neunkirch · Oberhallau · Ramsen · Rüdlingen · Schaffhausen · Schleitheim · Siblingen · Stein am Rhein · Stetten · Thayngen · Trasadingen · Wilchingen
- Bibliothèque nationale de France: cb12050069f (data)
- Gemeinsame Normdatei: 4118487-7
- Historisch woordenboek van Zwitserland: 001283
- Library of Congress Control Number: n86132823
- Virtual International Authority File: 140806701